# Géza Anda

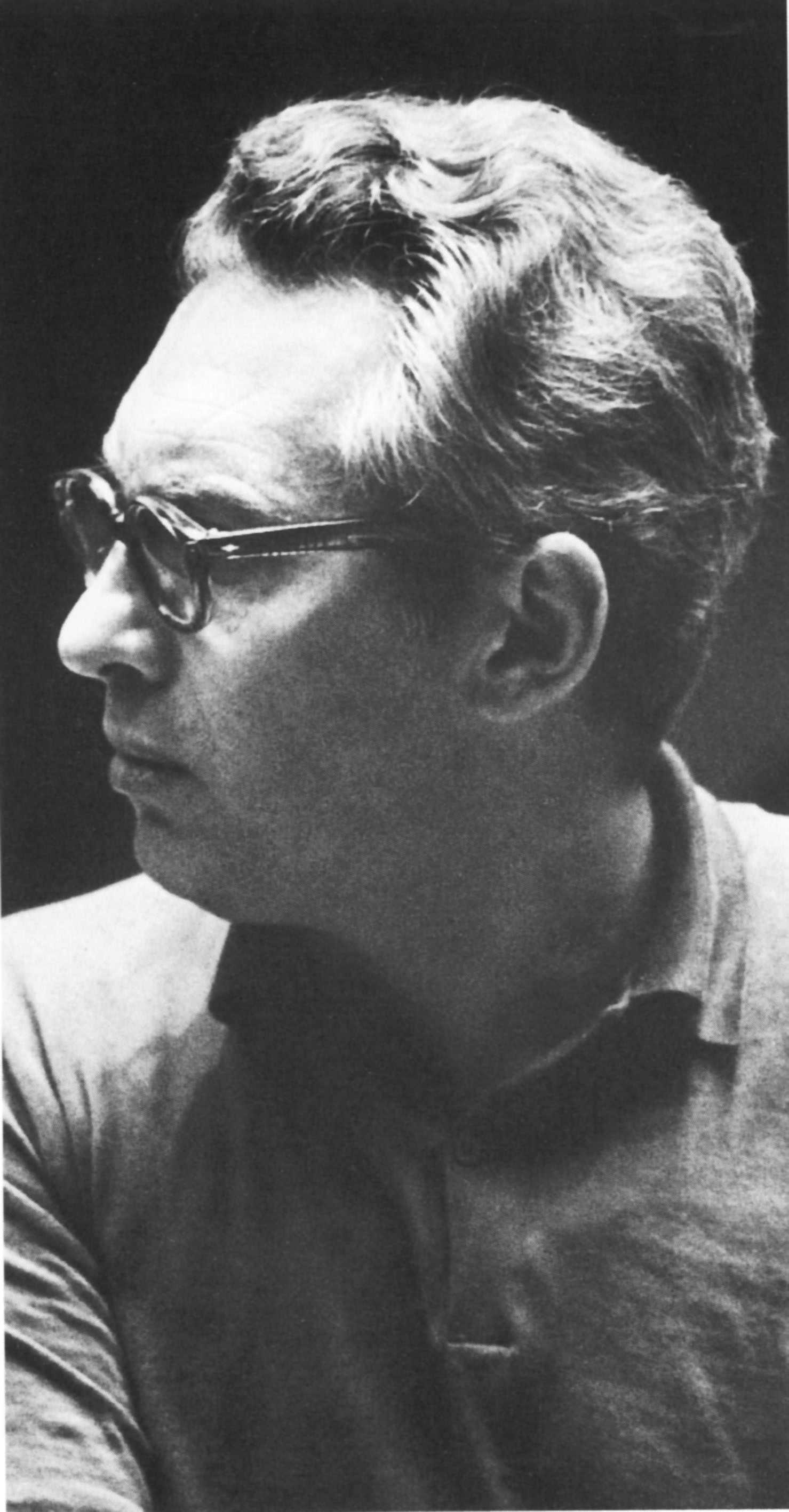
Géza Anda (um 1965)

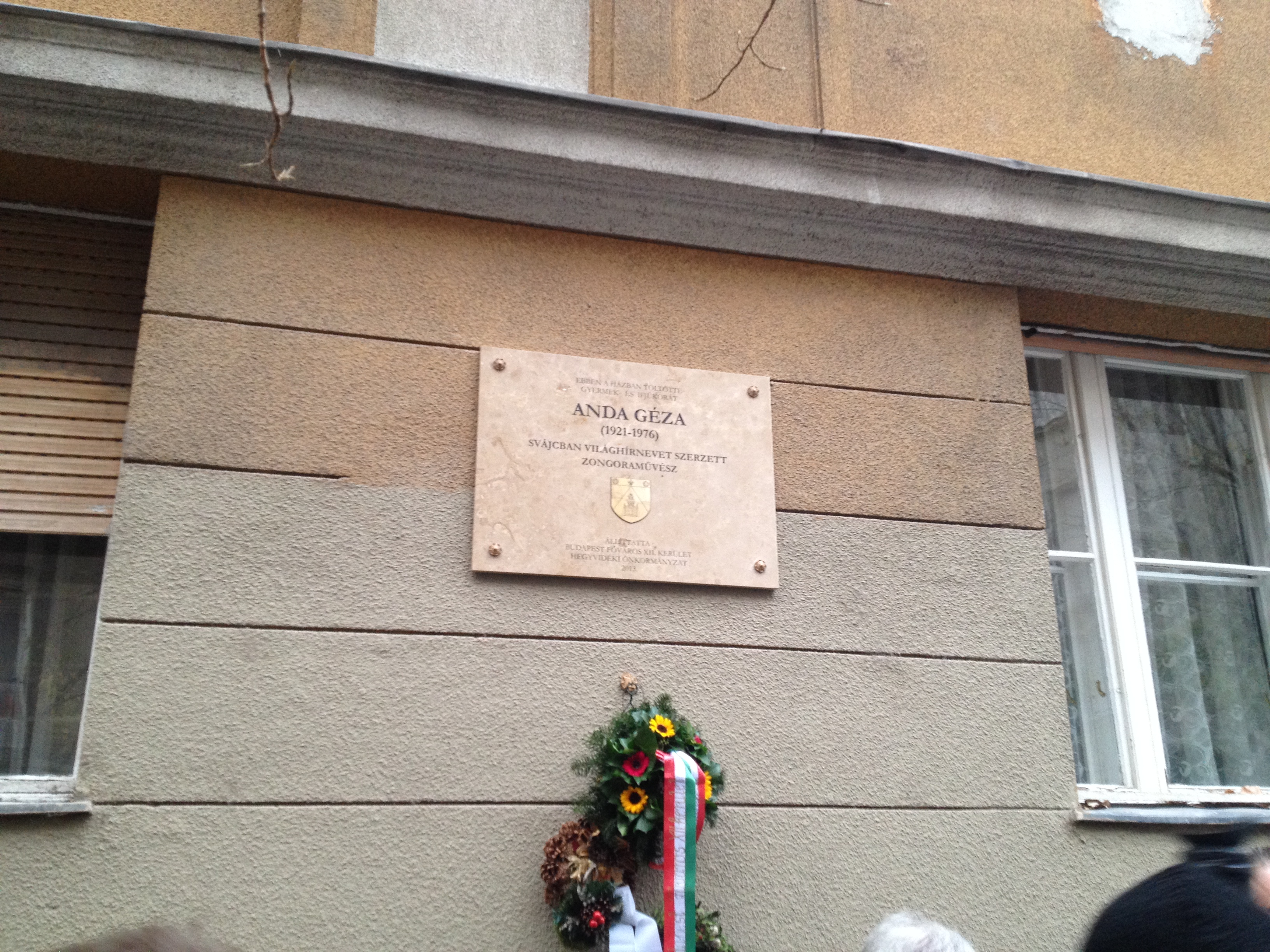
Gedenktafel für Géza Anda an seinem Budapester Geburtshaus

Géza Anda ['geːzɒ 'ɒndɒ] (* 19. November 1921 in Budapest, Ungarn; † 13. Juni 1976 in Zürich, Schweiz) war ein Schweizer Pianist ungarischer Herkunft.

## Leben und Karriere
Der Sohn eines Schuldirektors wurde mit 13 Jahren in die Franz-Liszt-Musikakademie seiner Heimatstadt aufgenommen und zunächst von Imre Stefaniai und Imre Keeri-Szanto unterrichtet, bevor er der Klavierklasse von Ernst von Dohnányi zugeteilt wurde; zu seinen Kommilitonen an der Akademie zählten u. a. György (Georges) Cziffra, Ernő Daniel, Livia Rev, Béla Síki, György Sebők, György Szoltsányi (Georges Solchany) und Tibor Wehner. Wegweisend wurden für Anda auch die Theorie- und Kammermusikkurse von Leó Weiner. Als 18-Jähriger gewann Anda den Franz-Liszt-Preis der Stadt Budapest, in den beiden darauffolgenden Jahren den Preis der Franz-Liszt-Gesellschaft; 1941 erhielt er sein Konzertdiplom. Der drohenden Einziehung als Soldat nach der Mobilmachung Ungarns im Zweiten Weltkrieg konnte sich Anda dank der Unterstützung Zoltán Kodálys durch ein staatliches Stipendium entziehen, das ihn an das Collegium Hungaricum in Berlin führte. In den Jahren 1941/42 war Anda bereits ein gefragter Solist bei Auftritten im Deutschen Reich, in den besetzten Niederlanden, in der Schweiz und Ungarn. 1942 spielte er in Budapest erstmals öffentlich das Klavierkonzert Nr. 2 B-Dur op. 83 von Johannes Brahms unter Willem Mengelberg; im selben Jahr folgten erste Aufnahmen in Berlin bei der Polydor. 1943 kehrte Anda von einer dreimonatigen Tournee, die u. a. Engagements in der Schweiz vorsah, nicht nach Berlin zurück; er lebte zunächst in Genf und ließ sich nach dem Krieg dauerhaft in Zürich nieder. Er wurde dort bald von einem Kreis von Förderern und Freunden unterstützt, zu denen der Dirigent Luc Balmer, der Kunsthistoriker Hans R. Hahnloser, der Komponist Robert Oboussier sowie der Dirigent und Musikmäzen Paul Sacher zählten. Wachsende Konzertverpflichtungen führten ihn während des Kriegs nach Spanien und Portugal, nach Kriegsende auch nach Irland und Frankreich. Wichtige Impulse empfing er 1947/48 bei einem längeren Aufenthalt in Paris: Hier lernte er Pierre (Pjotr) Souvtchinsky (1892–1985), den emigrierten russischen Musikphilosophen und Berater Igor Strawinskys, kennen, dessen Interpretationstheorien Anda wesentlich prägten, und schloss mit Pierre Boulez eine lebenslange Freundschaft. 1953 heiratete Anda die Schweizerin Helene (Heny) Winterstein (geb. Bosshard, 1906–1982), die er 1944 kennengelernt hatte; die Heirat ermöglichte ihm 1955 den Erwerb des Schweizer Bürgerrechts. Helene Anda organisierte Andas Tournee-Management durch die Verhandlungen mit verschiedenen Konzertagenturen, insbesondere denjenigen von Johan Koning (Niederlande), Walter Schulthess (Schweiz) und Walter Vedder (Deutschland).
Zwischen 1952 und 1974 gastierte Anda regelmäßig und als einer der am häufigsten engagierten Künstler auf den Salzburger Festspielen mit Recitals und als Solist in den Mozart-Matineen und Orchesterkonzerten. 1953 gab er mit großem Erfolg sein Debüt auf den Internationalen Musikfestwochen Luzern mit dem Klavierkonzert Nr. 1 b-Moll op. 23 von Tschaikowsky unter dem Dirigat von Eugen Jochum. Zwischen 1955 und 1972 absolvierte er insgesamt 17 Tourneen in den USA, wo er in den großen Konzertzentren auftrat, sowie in Kanada; außerdem konzertierte Anda in Japan, Südamerika und Südafrika. In Europa trat er regelmäßig in Dänemark, Frankreich, Italien, den Niederlanden, Österreich, Schweden und vor allem in Großbritannien auf; mit dem englischen Pianisten Sir Clifford Curzon verband ihn eine Freundschaft. In seiner Heimatstadt Budapest konzertierte Anda nach seiner Emigration noch viermal (1967, 1968, 1970 und 1973). Andas letzter öffentlicher Auftritt fand am 1. Juni 1976 in Innsbruck statt, als er zusammen mit dem Innsbrucker Streichquartett Schuberts Forellenquintett aufführte.
Im Jahr 1964 heiratete Anda in zweiter Ehe die Unternehmerin Hortense Bührle (1926–2014), die Tochter des Werkzeugmaschinen- und Waffenfabrikanten sowie Kunstsammlers Emil Georg Bührle; 1969 wurde der Sohn Gratian geboren. Anda verstarb an den Folgen eines 1975 diagnostizierten und zunächst erfolgreich operierten Speiseröhrenkrebses. An seinem Budapester Elternhaus in der Tarcsay Vilmos utca 19 (12. Bezirk) befindet sich seit November 2013 eine Gedenkplakette.

## Auszeichnungen
Anda erhielt mehrfach für seine Einspielungen den begehrten Grand Prix du Disque, erstmals bereits 1948 für seine Pariser Einspielung dreier Intermezzi von Brahms; 1971 wurde seine Gesamtaufnahme aller Klavierkonzerte von Wolfgang Amadeus Mozart mit der Wiener Flötenuhr ausgezeichnet. 1965 verlieh ihm der französische Kultusminister den Titel eines Chevalier de l’ordre des arts et des lettres. 1969 wurde Anda zum Ehrenmitglied („Honorary Member“) der Londoner Royal Academy of Music gewählt und 1973 vom österreichischen Unterrichtsministerium zum Honorarprofessor ernannt. Posthum wurde ihm 1977 die Mozart-Medaille der Mozartgemeinde Wien für das Jahr 1976 für seine Interpretation der Werke Mozarts verliehen.

## Pädagogisches Wirken und Schüler
Seit 1952 als Dozent bei den Salzburger Sommerkursen tätig, übernahm Anda 1960 die Meisterkurse seines Mentors Edwin Fischer in Luzern, die er später im Muraltengut Zürich fortsetzte. Sein Assistent war der dänische Pianist und Komponist Egil Harder (1917–1997), den Anda bereits in seiner Berliner Zeit kennengelernt hatte. Zu seinen Meisterschülern zählen die Pianistinnen und Pianisten Peter Aronsky, Daniel Adni, Maria Luisa Cantos, László Gyimesi, András Hamary, Ian Holtham, Barbro Jansson, Benedikt Koehlen, Peter Lang, Mariaclara Monetti, Traute Murtfeld, Georges Pludermacher, Roland Pröll, Zsuzsanna Sirokay, Sontraud Speidel, Michael Studer, Edith Thauer, Dinorah Varsi und Akemi Yamagami.
Anda gehörte außerdem der Jury des Internationalen Clara-Haskil-Klavierwettbewerbs und des Internationalen Klavierwettbewerbs Leeds an.

## Künstlerische Auffassung und Repertoire
Von Wilhelm Furtwängler, unter dem er im Januar 1943 in der Alten Berliner Philharmonie mit den Variations symphoniques von César Franck debütierte, als „Troubadour des Klaviers“ bezeichnet, ging es Anda unter dem Einfluss seines Lehrers Dohnányi um das Spannungsverhältnis von Ausführung (Texttreue) und Interpretation (Werktreue): Der umfassenden analytischen und intellektuellen Auseinandersetzung mit dem Notentext (dessen souveräne, jedoch nicht perfektionistische manuelle Beherrschung für Anda eine bloße Voraussetzung war) steht die subjektive Imaginationsfähigkeit des Interpreten gegenüber; Ziel einer verantwortungsvollen Deutung ist es, durch die genaue Kontrolle und lebendige Nuancierung von Phrasierung, Klangfarbe, Anschlag, Tempo und Dynamik die poetische Essenz des jeweiligen Werkes zu verdeutlichen, zugleich aber einen spontan anmutenden Erzählduktus erzielen. Zu seinen Vorbildern zählte Anda daher so gegensätzliche Pianisten wie Wilhelm Backhaus und Alfred Cortot, die beide Seiten dieses Spannungsverhältnisses modellhaft für ihn repräsentierten. Als Dirigent und in Personalunion Solist der Klavierkonzerte Mozarts (siehe weiter unten) war es Anda vor allem wichtig, dass die Musiker lernten, einander zuzuhören. Diese Grundlagen und ihre Konsequenzen für den Beruf des Pianisten standen im Mittelpunkt seines Unterrichts. Als Umriss einer allgemeinen, über das Klavierspiel hinausgehenden Interpretationslehre Andas kann eine Reihe schriftlicher Aufzeichnungen gelten (Rathert 2021, S. 63–71, s. Literatur).
Berühmt wurde Géza Anda durch den Einsatz für die Kompositionen seines Landsmannes Béla Bartók. Insbesondere dem 2. Klavierkonzert (1930/31) verhalf er durch eine Aufführung auf dem Weltmusiktag Salzburg 1952 der Internationalen Gesellschaft für Neue Musik zum Durchbruch; im Lauf seiner Karriere führte er es über 300-mal auf. Ebenso intensiv widmete sich Anda der Erarbeitung von Solowerken und Konzerten des klassisch-romantischen Repertoires (Beethoven, Chopin, Liszt, Schumann, Brahms, Tschaikowsky und Rachmaninow), die er von 1953 bis 1958 für das Label Columbia unter dem Produzenten Walter Legge aufnahm. Zu Andas frühem Repertoire gehörten auch Werke von J.S. Bach und Scarlatti sowie einige Klaviersonaten Mozarts, darunter die für das Label Telefunken 1951 eingespielte Sonate Nr. 18 D-Dur KV 576. Bei mehreren westdeutschen Rundfunkanstalten spielte er Werke von Haydn, Ravel sowie – als einziges zeitgenössisches Werk – die Klaviersonate seines Freundes Rolf Liebermann ein, die er 1951 auf den Donaueschinger Musiktagen für zeitgenössische Tonkunst auch uraufgeführt hatte. Für den Westdeutschen Rundfunk nahm er 1953 zwei Kammermusik-Werke von Bartók auf, die Sonate für zwei Klaviere und Schlagzeug mit Georg Solti und den Schlagzeugern Karl Peinkofer und Ludwig Porth sowie die Kontraste für Violine, Klarinette und Klavier mit Tibor Varga und Paul Blöcher.
Nach Abschluss eines Exklusiv-Vertrags bei der Deutschen Grammophon im Jahr 1959 nahm Anda zunächst alle drei Klavierkonzerte und die Rhapsodie für Klavier und Orchester op. 1 von Bartók mit seinem langjährigen Partner Ferenc Fricsay und dem RSO Berlin auf; diese Interpretationen besitzen bis heute Referenzcharakter. Es folgten anschließend Aufnahmen weiterer Hauptwerke Beethovens, Brahms’, Chopins und vor allem Schumanns. Einen besonderen Platz in Andas Diskographie nimmt die 1964 entstandene Einspielung von Schuberts letzter Klaviersonate Nr. 21 B-Dur D 960 ein.

## Zusammenarbeit mit Dirigenten
Außer mit Fricsay arbeitete Anda, der bei seinen Konzerten mit der Camerata Academica des Mozarteums Salzburg, dem English Chamber Orchestra und dem Musikkollegium Winterthur gelegentlich auch Symphonien des klassisch-romantischen Repertoires (Mozart, Brahms) dirigierte, mit zahlreichen führenden Dirigenten verschiedener Generationen zusammen. Zu ihnen gehörten Claudio Abbado, Otto Ackermann, Ernest Ansermet, Sir John Barbirolli, Karl Böhm, Pierre Boulez, Ernest Bour, Dean Dixon, Christoph von Dohnányi, Antal Doráti, Sixten Ehrling, Michael Gielen, Bernard Haitink, Eugen und Georg Ludwig Jochum, Herbert von Karajan, Joseph Keilberth, István Kertész, Otto Klemperer, Paul Kletzki, Rafael Kubelík, Ferdinand Leitner, Erich Leinsdorf, Lorin Maazel, Bruno Maderna, Zubin Mehta, Hans Knappertsbusch, Eugene Ormandy, Fritz Reiner, Hans Rosbaud, Wolfgang Sawallisch, Sir Malcolm Sargent, Carl Schuricht, Georg Solti, Otmar Suitner, George Szell und Günter Wand.

## Der Mozart-Interpret. Letzte Aufnahmen und Pläne
Bereits ab Mitte der 1950er Jahre setzte Anda einzelne Klavierkonzerte von Mozart auf seine Konzertprogramme; ermutigt wurde er durch Bernhard Paumgartner und Clara Haskil, deren bevorzugter Duo-Partner er in Mozarts Konzert für zwei Klaviere und Orchester Es-Dur KV 365 war. Am 11. April 1958 spielte und dirigierte Anda erstmals zwei Klavierkonzerte Mozarts (KV 453 und KV 467) in einem Konzert des Münchener Kammerorchesters, als er für Edwin Fischer einsprang. Anda war auch der erste Musiker, der in Personalunion von Pianist und Dirigent („play-conduct“) sämtliche 25 Solokonzerte Mozarts einschließlich der frühen Pasticci in den Jahren 1961 bis 1969 mit der Camerata Academica Salzburg auf Schallplatte einspielte. (Parallel dazu erschien 1967 eine 1965/66 in Wien realisierte Gesamtaufnahme mit Lili Kraus, die jedoch nicht selbst dirigierte.) Dem Vorbild Fischers folgend, dirigierte Anda vom Flügel aus, ohne sich jedoch einer streng historischen Aufführungspraxis anzuschließen; für 16 Konzerte schrieb und veröffentlichte er eigene Kadenzen. Weltweite Popularität erlangte Andas Interpretation des langsamen Satzes des Konzerts KV 467 als Filmmusik in dem schwedischen Film Elvira Madigan (1967).
Andas letzte Schallplattenprojekte galten ebenfalls Mozart (Klavierkonzerte Nr. 20 und 21 im Mai 1973 als Solist und Dirigent mit den Wiener Symphonikern) sowie Chopin (Sämtliche Walzer, Dezember 1975 in der Siemensvilla in Berlin-Lankwitz). Diese Aufnahmen entstanden für das Label Eurodisc und wurden von Hans Richard Stracke (1933–2010) produziert. Andas Pläne einer Gesamtaufnahme des Klavierwerks von Brahms bei der DGG blieben unrealisiert – und damit auch einer Einspielung des Ersten Klavierkonzerts op. 15 mit Karajan und den Berliner Philharmonikern, hier wohl hauptsächlich aus dem Grund, dass Karajan dieses Werk nie in sein Repertoire übernommen hatte.

## Nachwirkung und diskographisches Erbe
1978 gründete Hortense Anda-Bührle die Géza Anda-Stiftung und rief den seit 1979 alle drei Jahre stattfindenden Concours Géza Anda ins Leben, der sich als einer der anspruchsvollsten und angesehensten Klavierwettbewerbe der Gegenwart etabliert hat. Ergänzt wird der Wettbewerb durch die in Kooperation mit renommierten Musik-Institutionen stattfindenden Géza Anda-Klaviertage, die als Verbindung von Meisterkursen und Konzerten mit Preisträgern des Concours und einem musikwissenschaftlichen Rahmenprogramm das pädagogische und künstlerische Ethos Andas an die junge Pianisten-Generation weitergeben. Nach der Eröffnung 2009 in Münster wurden die Klaviertage 2010 an der Berliner Universität der Künste sowie 2013 und 2016 an der Franz-Liszt-Musikakademie Budapest ausgetragen; im November 2021 wurde dort auch eine Konzertveranstaltung anlässlich Andas 100. Geburtstag durchgeführt. 2017 fanden im Rahmen des von dem Geiger und Dirigenten Sándor Végh gegründeten Musik-Festivals in der ligurischen Stadt Cervo die ebenfalls von Anda-Preisträgern bestrittenen Giornate Géza Anda unter der künstlerischen Leitung von Pietro De Maria statt.
Auf dem Schweizer Musik-Festivals Musikdorf Ernen (Wallis) sind traditionell Preisträger des Concours zu hören, so Claire Huangci, Varvara, Anton Gerzenberg, Giorgi Gigashvili, Dasol Kim, Pietro De Maria, Konstantin Scherbakov, Sergey Tanin und Alexei Volodin.
Die überwiegende Zahl der Schallplatten-Einspielungen Géza Andas, eine Reihe seiner aufgezeichneten Konzertauftritte bei den Salzburger Festspielen, zahlreiche Rundfunkaufnahmen sowie die Mitschnitte seines Unterricht im Zürcher Muraltengut aus den Jahren 1972–1974 liegen inzwischen auf CD als Wieder- bzw. Erstveröffentlichung (siehe auch unter Weblinks die Online-Diskographie) vor bzw. sind auf Streaming-Plattformen oder Youtube abrufbar.

## Publikationen
- Géza Anda: Kadenzen zu Klavierkonzerten von W. A. Mozart [Kadenzen zu KV 37, 39, 41, 175, 238, 246, 271, 413, 456, 466, 467, 482, 491, 503, 537 und 595]. Bote & Bock, Berlin 1973.

## Filme
- Der Concours Géza Anda – Erbe eines Pianisten. Jörg Lohner / nmz media (Deutschland 2011) .
- Géza Anda – Künstler und Mensch. Peter Reichenbach (Schweiz 1979).
- Géza Anda – Pianist, Dirigent, Pädagoge. Ein Arbeitsbericht. Richard Leacock und Rolf Liebermann (Schweiz 1966) .